# إستيبان أندرادا
إستيبان أندرادا (بالإسبانية: Esteban Andrada)، (ولد بتاريخ 26 يناير 1991 بمندوزا، الأرجنتين) وهو لاعب كرة قدم أرجنتيني يلعب كحارس مرمى لنادي لانوس في دوري الدرجة الأولى الأرجنتيني.

## مسيرته الكروية
لعب إستيبان أندرادا خلال مسيرته الاحترافية مع 3 أندية في اثنا عشر موسمًا ولم يسجل خلالها أي هدف ضمن 120 مباراة. ولم يفز بأي موسم بالكأس وفاز في موسمين بالدوري.
خاض إستيبان أندرادا مسيرته مع نادي لانوس في موسم 2009–10 في المرة الأولى ليلعب معه خمسة مواسم ثم في موسم 2016 واستمر معه طيلة ثلاثة مواسم، مشاركًا طوالها في 37 مباراة ولم يسجل أي هدف. ثم انتقل إلى نادي أرسنال ساراندي في عامي 2014-2016 ولمدة موسمين، حيث شارك في 45 مباراة ولم يسجل أي هدف أيضًا. لينتقل بعدها إلى نادي بوكا جونيورز في موسم 2018–19 ولمدة موسمين، مشاركًا في 38 مباراة ولم يسجل أي هدف أيضًا.

## المنتخب
مثل أندرادا منتخب الأرجنتين تحت 20 سنة في دورة تولون 2009، وبطولة أمريكا الجنوبية للشباب تحت 20 سنة 2011، وفي كأس العالم تحت 20 سنة لكرة القدم 2011. ومثل أيضا منتخب الأرجنتين تحت 23 سنة لكرة القدم في كرة القدم في دورة الألعاب الأمريكية 2011 - مسابقة الرجال [الإنجليزية]
.

## وصلات خارجية
- إستيبان أندرادا على موقع الاتحاد الدولي (مؤرشف)  (الإنجليزية)
- إستيبان أندرادا على موقع إي إس بي إن إف سي (الإنجليزية)
- إستيبان أندرادا على موقع قاعدة بيانات كرة القدم.إي يو (الإنجليزية)
- إستيبان أندرادا على موقع ناشيونال فوتبول تيمز (الإنجليزية)
- إستيبان أندرادا على موقع Soccerbase.com (لاعب) (الإنجليزية)
- إستيبان أندرادا على موقع Soccerway.com (الإنجليزية)
- إستيبان أندرادا على موقع عالم كرة القدم.نت (الإنجليزية)
- Soccerway Profile
- ESPN Profile
- FIFA Profile